# Johan Manusama

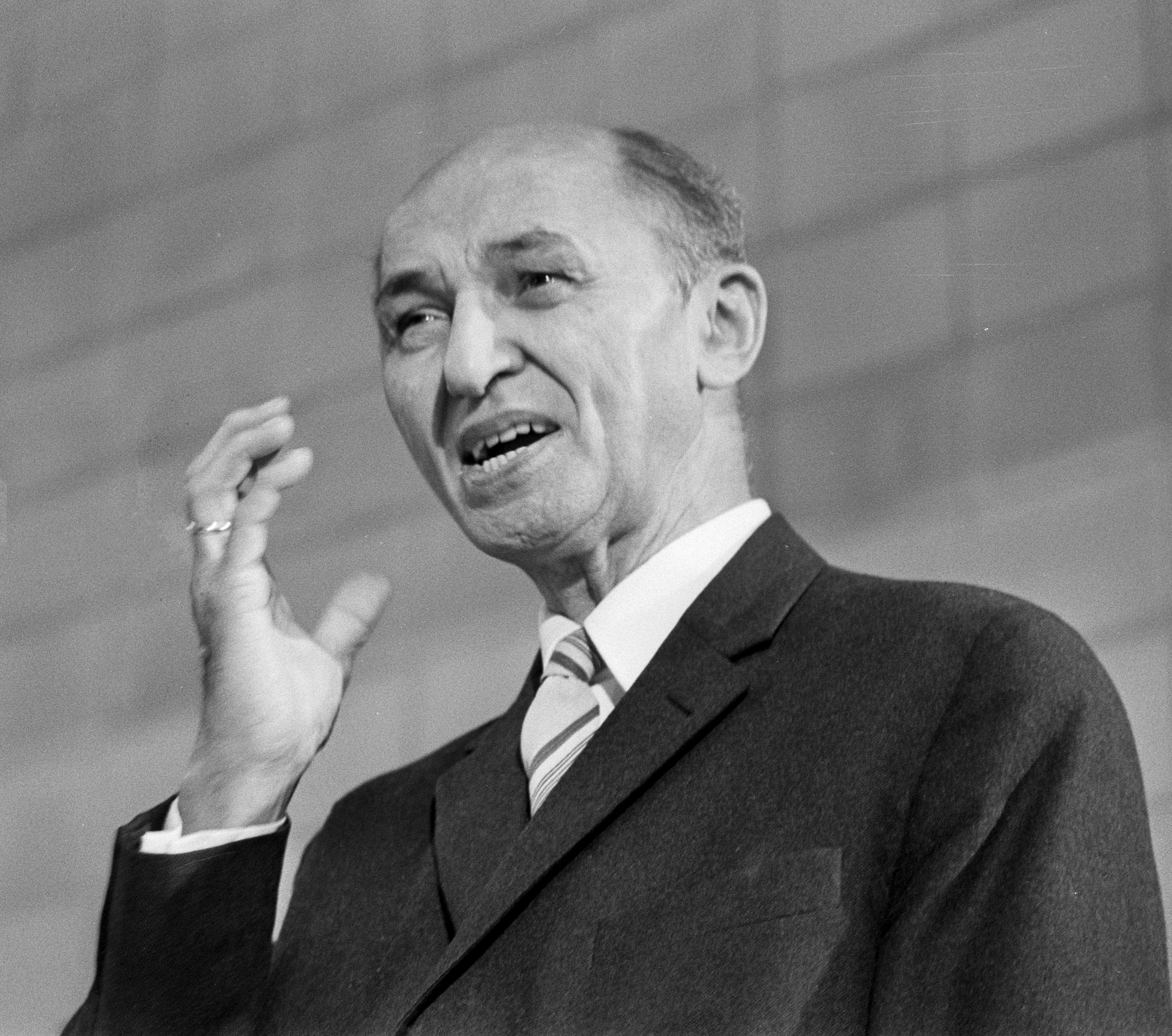
Ir. Manusama in 1976

Johannes (Johan) Alvarez Manusama (Bandjarmasin, 17 augustus 1910 – Rotterdam, 29 december 1995) was van 1966 tot 1993 president in ballingschap van de Republiek der Zuid-Molukken (RMS).
Manusama werd geboren op Borneo. Zijn vader was afkomstig van Abubu op het eiland Nusa Laut en was vijftien jaar oud toen hij naar Java ging waar hij zich opwerkte tot ingenieur waarna hij met zijn gezin ook woonde op de eilanden Celebes en Sumatra.
In de jaren dertig studeerde Manusama wiskunde aan de Technische Hogeschool Bandoeng en was hij lid van het Bandoengsche Studenten Corps. Tijdens de Japanse bezetting was hij leraar wiskunde aan een HBS te Bandoeng.
Na de capitulatie van de Japanners werd door Soekarno de Indonesische Republiek uitgeroepen. Manusama was daar op tegen en hij reisde naar Makassar in Zuid-Celebes. Nederland verzette zich tegen de Indonesische onafhankelijkheid en stuurde militairen om de opstand neer te slaan: de 'politionele acties'. In Zuid-Celebes trad de DST (Depot Speciale Troepen) onder leiding van Raymond Westerling meedogenloos op tegen naar onafhankelijkheid strevende Indonesiërs.
Manusama kwam daar in contact met Chris Soumokil, procureur-generaal in Makassar en Minister van Justitie van de Indonesische deelstaat Oost-Indonesië (Negara Indonesia Timur; NIT), waar de Zuid-Molukken een onderdeel van vormden. Deze overtuigde Manusama om zich aan te sluiten bij de Zuid-Molukse beweging die streefde om Ambon en andere eilanden te behouden als autonoom gebiedsdeel binnen het Nederlandse koninkrijk.
Op 27 december 1949 werd de soevereiniteit overgedragen aan de Verenigde Staten van Indonesië. Manusama was in die periode voorzitter van de Gerakan Democrat Maluku Selatan (GDMS; samen met PIM en GSS de drie politieke partijen op Ambon) met als secretaris Albert Wairisal. Spoedig na de soevereiniteitsoverdracht begon Indonesië met het opheffen van de federale structuur. Als reactie daarop volgde op 25 april 1950 op Ambon de proclamatie van de Republik Maluku Selatan oftewel de Vrije Republiek der Zuid-Molukken, waarbij Manusama minister van Onderwijs werd. Op 29 juli van dat jaar volgde hij Alexander Nanlohy als minister van Defensie op. Na de invasie van Ambon vluchtte hij in december 1950 naar het nabijgelegen eiland Ceram.
Via het toen nog bij het Koninkrijk der Nederlanden behorende Nieuw-Guinea zocht hij tevergeefs militaire steun bij Nederland. In juni 1952 kwam hij samen met zijn vrouw aan in Nieuw-Guinea. Als gevolg van de publicatie van een oproep aan Zuid-Molukkers om het onafhankelijkheidsideaal trouw te blijven, werd Manusama voor ongeveer een jaar opgesloten in de gevangenis. Tijdens deze gevangenschap schreef hij het boekje Om recht en vrijheid wat in 1952 door de Utrechtse uitgeverij Libertas werd uitgegeven. In 1995 bij de herdenking van het 45-jarig bestaan van de RMS werd het heruitgegeven.

## In Nederland

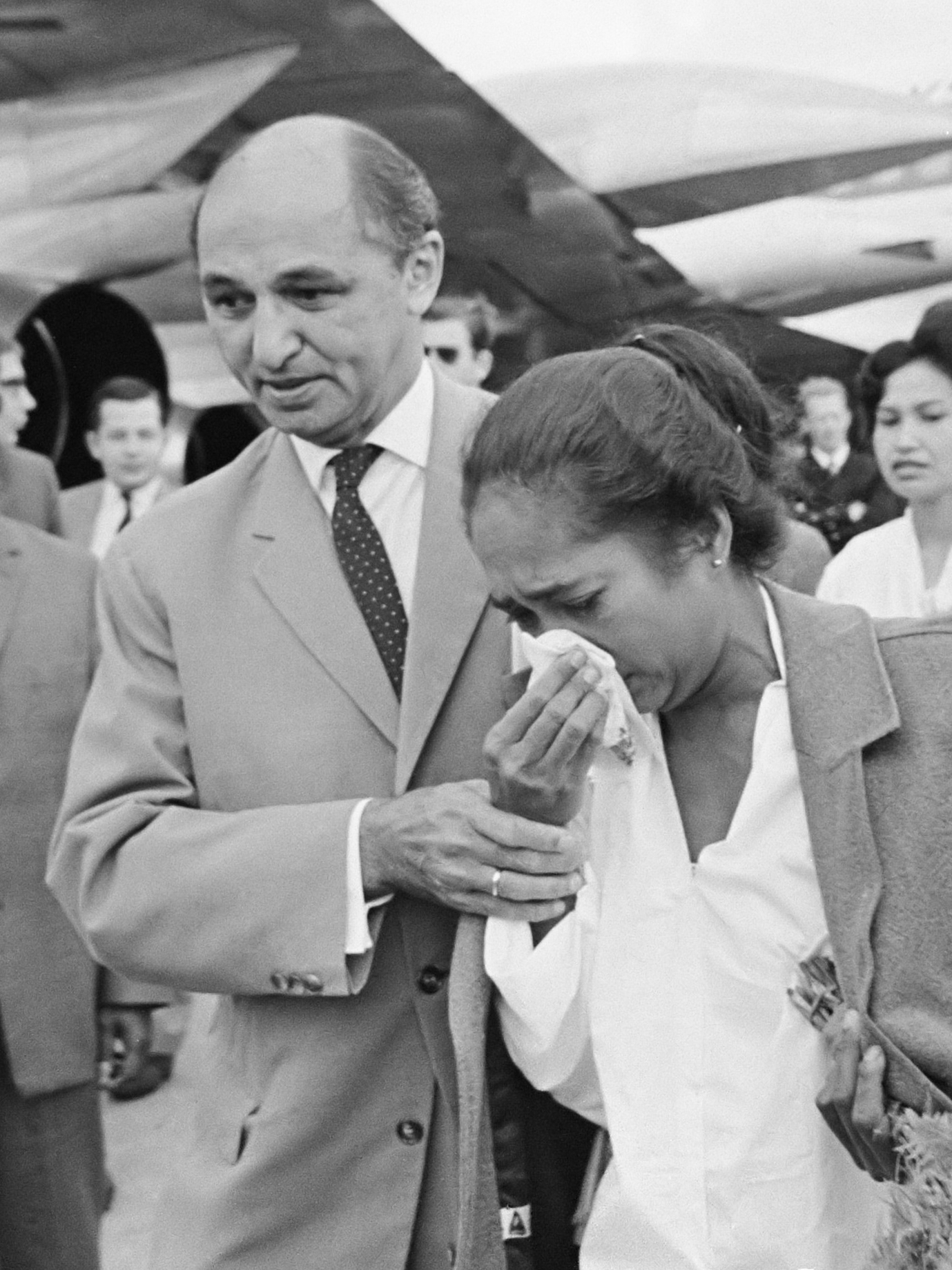
Manusama met Josina Soumokil-Taniwel na aankomst op Schiphol (1966)

Op 11 september 1953 kwam Manusama aan in Nederland waar hem een spreekverbod werd opgelegd. Hij werd weer leraar wiskunde en was later conrector op de Christelijke scholengemeenschap Melanchthon in Rotterdam wat hij bleef tot zijn pensioen in 1975.
Soumokil, die intussen president van de RMS was geworden, werd op 2 december 1963 door Indonesische militairen op het eiland Ceram gearresteerd. Na zijn executie op 12 april 1966 werd Manusama de leider van de RMS hoewel een deel van de Zuid-Molukse gemeenschap Isaac Tamaela beschouwde als hun leider.
Manusama was niet in staat de radicalisering van vooral de jongeren binnen de Molukse gemeenschap in Nederland in de hand te houden. De meest gewelddadige acties zijn daarbij de treinkaping bij Wijster (1975), de treinkaping bij De Punt en tegelijkertijd de gijzeling in de lagere school in Bovensmilde (1977). Tijdens deze acties traden onder anderen Manusama, Samuël Metiarij, Hassan Tan en Josina Soumokil-Taniwel op als bemiddelaar. Bij het Nederlandse publiek werd Manusama bekend als Ingenieur Manusama. Over de daders van deze gewelddadige acties zei hij later "Dat zijn niet onze jongens".
Op 82-jarige leeftijd werd Manusama in april 1993 opgevolgd door de gepensioneerde arts Frans Tutuhatunewa als leider van de RMS. Daarna begon hij met het schrijven van zijn memoires die in 1999 postuum werden uitgegeven. Daarin kwam naar voren dat hij van 1934 tot 1940 lid was van de NSB.